# Majcherowa
Majcherowa (1111 m) – szczyt w Grupie Wielkiej Raczy w Beskidzie Żywiecko-Kisuckim (na Słowacji są to Kysucké Beskydy).
Majcherowa znajduje się w głównym grzbiecie, którym biegnie granica polsko-słowacka oraz Wielki Europejski Dział Wodny. Znajduje się w Grupie Wielkiej Raczy, pomiędzy szczytem Majów (1135 m) a Wielką Rycerzową (1226 m). W północno-zachodnim kierunku (na polską stronę) opada z Majcherowej krótki grzbiet oddzielający doliny potoków Dziobaki i Potok Majów. Na grzbiecie tym znajduje się leśny rezerwat przyrody Dziobaki.
Majcherowa obecnie jest całkowicie porośnięta lasem. Na mapach zaznaczana jest jeszcze Polana Majcherowa, która znajdowała się na jej południowo-wschodnim grzbiecie. Od nazwy tej polany pochodzi nazwa szczytu.
Majcherowa znajduje się granicach miejscowości Rycerka Górna w województwie śląskim, w powiecie żywieckim, w gminie RajczaPrzez Majcherową prowadzą dwa szlaki turystyczne; czerwony, biegnący główną granią wzdłuż granicy i przez wierzchołek Majcherowej oraz niebieski, trawersujący stoki Majcherowej lasem po polskiej stronie, mniej więcej wzdłuż poziomicy 1000 m. Ten ostatni szlak jest przeżytkiem z okresu powojennego, gdy szlaki ze względów wojskowych nie mogły biec wzdłuż granicy.

## Szlaki turystyczne
odcinek: Wielka Racza – przełęcz Przegibek – Majcherowa – Przełęcz pod Rycerzową
 Przełęcz Przegibek – Majcherowa – Przełęcz pod Rycerzową.